# Gerdt Hatschbach
Gerdt Guenther Hatschbach (Curitiba, 22 de agosto de 1923 – Curitiba, 16 de abril de 2013) foi um professor e botânico brasileiro.
De origem alemã, Hatschbach foi o fundador do Museu Botânico de Curitiba, em 1965 (atualmente o museu esta localizado nas dependências do Jardim Botânico de Curitiba). O acervo do museu foi iniciado com a coleta de uma Calyptocarpus biaristatus, em 1942, no local onde atualmente é o Parque Barigui.
Formado em Química pela Universidade Federal do Paraná em 1945, fez pós-doutorado na mesma instituição em 1986, quando recebeu o título de doutor honoris causa. É famoso pelas suas amplas coletas de plantas no Brasil e no exterior. Os gêneros Hatschbachia, Hatschbachiella e dezenas de espécies, principalmente orquídeas, levam seu nome.